# Дім із маленьких кубиків
Дім із маленьких кубиків (La Maison en petits cubes, つみきのいえ, Tsumiki no Ie) — це японський короткометражний анімаційний фільм 2008 року, створений Като Куніо із музикою Кенджі Кондо. Він виграв головну премію для короткометражних фільмів (Annecy Cristal) на Міжнародному фестивалі анімаційних фільмів в Ансі у 2008 році і премію Оскар за найкращий анімаційний короткометражний фільм у 2009 році. Також здобув премію Хіросіма та приз глядацьких симпатій на Міжнародному анімаційному фестивалі у Хіросімі 2008 року.

## Сюжет
Головний герой «Дому із маленьких кубиків» самотній старий. Оскільки рівень води навколо його будинку постійно піднімається, вдівець вимушений постійно будувати собі нові будинки, один поверх іншого. Одного разу він пірнає у воду, аби знайти курильну трубку, яка впала на нижні поверхи. Він заглиблюється усе глибше, з поверху на поверх, кожен з яких зберігає частинку його спогадів. Робота японського аніматора Куніо Като — це роздум про пам'ять, сім'ю і самотність.

## Нагороди
- 2008 — Міжнародний анімаційний фестиваль у Хіросімі (Премія Хіросіма, приз глядацьких симпатій)
- 2008 — Міжнародний фестиваль анімаційних фільмів в Ансі (головна премія)
- 2009 — Премія «Оскар» Американської кіноакадемії (найкращий короткометражний анімаційний фільм)